# Mauritz Enderstedt
Hjalmar Mauritz Enderstedt (i riksdagen kallad Enderstedt i Borås), född 1 juni 1880 i Stockholm, död 12 augusti 1933 i Stockholm, var en svensk redaktör och politiker (liberal). 
Mauritz Enderstedt, som var född av okända föräldrar, tog mogenhetsexamen i Uppsala 1900 och var därefter redaktör för Uddevallatidningen 1902, tidningen Templaren 1902–1907 och Borås Dagblad 1907–1916. Han var ombudsman för Svenska Film- och Biografmannasällskapet 1917–1926 och var därefter redaktör för sällskapets tidning Biografägaren. 
Enderstedt var styrelseledamot i Sveriges studerande ungdoms helnykterhetsförbund 1898–1906 och utgav även skrifter i nykterhetsfrågan. I Borås var han ledamot i stadsfullmäktige 1911–1917, och han var även ordförande i Frisinnade landsföreningens valkretsförbund för Älvsborgs läns södra valkrets.
Enderstedt var riksdagsledamot i andra kammaren 1912–1914 för Älvsborgs läns södra valkrets. I riksdagen tillhörde han Frisinnade landsföreningens riksdagsgrupp Liberala samlingspartiet. Han var ordförande 1913–1914 i andra kammarens andra tillfälliga utskott och engagerade sig bland annat för folkskolebarns rätt till läkarundersökning.